# Sindang (Cikijing)
Sindang is een bestuurslaag in het regentschap Majalengka van de provincie West-Java, Indonesië. Sindang telt 5260 inwoners (volkstelling 2010).